# Moment of Glory
Moment of Glory (с англ. — «Минута славы») — сборник немецкой рок-группы Scorpions, записанный совместно с Берлинским Филармоническим оркестром, вышедший в 2000 году. Альбом включает песни из репертуара группы Scorpions в новой аранжировке, классические интерлюдии, кавер-версию и новый сингл «Moment of Glory».

## Об альбоме
Предвестником грядущих событий стало выступление Scorpions по приглашению немецкого правительства на концерте, прошедшем перед Бранденбургскими воротами в Берлине 11 ноября 1999 года, на 10 годовщину объединения Германии. «Wind of Change» вместе со Scorpions исполняли 166 виолончелистов, а солировал выдающийся виолончелист-виртуоз Мстислав Ростропович.
Первоначально сделать аранжировки попросили английского композитора Эндрю Пауэлла, а Майкл Кэймен рассматривался для работы с оркестровым материалом. После того, как последний отказался от работы, чтобы работать с группой Metallica над их альбомом S&M, выбор пал на австрийского аранжировщика и дирижёра Кристиана Колоновица.
В январе 2000 года Scorpions вместе с Кристианом Колоновицем начали студийную запись в Вене. Берлинский филармонический оркестр записал свои партии в апреле. Окончательно альбом был микширован в апреле-мае 2000 года в Galaxy Studios в Бельгии.
Главный трек «Moment of Glory» из одноимённого альбома был написан как гимн к выставке EXPO 2000, которая проходила на родине основателей группы Scorpions в Ганновере (Германия).

## Список композиций
| №   | Название                                                                  | Автор(ы)                                     | Длительность |
| --- | ------------------------------------------------------------------------- | -------------------------------------------- | ------------ |
| 1.  | «Hurricane 2000»                                                          | Рудольф Шенкер, Клаус Майне, Герман Раребелл | 6:04         |
| 2.  | «Moment of Glory»                                                         | Майне                                        | 5:08         |
| 3.  | «Send Me an Angel»                                                        | Шенкер, Майне                                | 6:19         |
| 4.  | «Wind of Change»                                                          | Майне                                        | 7:36         |
| 5.  | «Crossfire: Prologue (Midnight in Moscow) / Crossfire» (интрументал)      | Василий Соловьёв-Седой / Шенкер, Майне       | 6:47         |
| 6.  | «Deadly Sting Suite: He's a Woman, She's a Man / Dynamite» (инструментал) | Шенкер, Майне, Раребелл                      | 7:22         |
| 7.  | «Here in My Heart»                                                        | Дайан Уоррен                                 | 4:20         |
| 8.  | «Still Loving You»                                                        | Шенкер, Майне                                | 7:28         |
| 9.  | «Big City Nights»                                                         | Шенкер, Майне                                | 4:37         |
| 10. | «Lady Starlight» (13:59 on the 5.1 surround mix of the SACD release)      | Шенкер, Майне                                | 5:32         |

| №   | Название                      | Автор(ы)                  | Длительность |
| --- | ----------------------------- | ------------------------- | ------------ |
| 11. | «Hurricane 2000 (Radio Edit)» | Schenker, Meine, Rarebell | 4:41         |

## Живые выступления и DVD
Концертная программа Moment of Glory была впервые представлена на выставке в Ганновере в июне 2000 года с Берлинским Филармоническим оркестром под управлением Кристиана Колоновица. Выступление было снято на видео и затем выпущено на VHS и Video CD в декабре 2000 году.
В ходе короткого турне по России и странам Балтии в 2001 году дирижёрами посменно выступали Кристиан Колоновиц и Скотт Лоутон.
| №   | Название                                                                              | Автор(ы)                 | Длительность |
| --- | ------------------------------------------------------------------------------------- | ------------------------ | ------------ |
| 1.  | «Hurricane 2000»                                                                      | Шенкер, Майне, Раребелл  | 6:34         |
| 2.  | «Moment of Glory»                                                                     | Майне                    | 8:00         |
| 3.  | «You and I»                                                                           | Майне                    | 6:01         |
| 4.  | «We Don't Own the World»                                                              | Шенкер, Майне            | 9:54         |
| 5.  | «Here in My Heart»                                                                    | Уоррен                   | 5:44         |
| 6.  | «We'll Burn the Sky»                                                                  | Шенкер, Моника Даннеманн | 6:47         |
| 7.  | «Big City Nights»                                                                     | Шенкер, Майне            | 5:21         |
| 8.  | «Deadly Sting Suite: Crossfire / He's a Woman, She's a Man / Dynamite» (instrumental) | Шенкер, Майне, Раребелл  | 15:49        |
| 9.  | «Wind of Change»                                                                      | Майне                    | 9:41         |
| 10. | «Still Loving You»                                                                    | Шенкер, Майне            | 8:50         |
| 11. | «Moment of Glory (Encore)»                                                            | Майне                    | 7:16         |
| 12. | «Hurricane 2000» (music video)                                                        |                          |              |
| 13. | «Moment of Glory» (music video)                                                       |                          |              |
| 14. | «Here in My Heart» (music video)                                                      |                          |              |
| 15. | «Interviews»                                                                          |                          |              |

## Участники записи
Scorpions
- Клаус Майне — основной вокал
- Рудольф Шенкер — ритм-гитара
- Маттиас Ябс — соло-гитара
- Ральф Рикерманн — бас-гитара
- Джеймс Коттак — ударные, перкуссия

приглашённые музыканты
- Берлинский филармонический оркестр под управлением Кристиана Колоновица
- Дзуккеро — вокал в «Send Me An Angel»
- Лин Лихти — вокал в «Here in My Heart»
- Рэй Уилсон — вокал в «Big City Nights»
- Гюнтер Беккер — ситар в «Lady Starlight»
- Stefan Schrupp — программирование
- Gumpoldtskirchener Spatzen (Вена) — детский хор в Moment of Glory
- Винc Пирилло, Кай Питерсен, Майкл Перфлер — хор в «Moment of Glory»
- Сьюзи Уэбб, Зоэ Николас, Рита Кампбелл, Мелани Маршалл — бэк-вокал

технический персонал
- Кристиан Колоновиц — продюсирование, аранжировки
- Хартмут Пфаннмюллер — звукоинженер, микширование
- Йорг Стеинфад, Мартин Бём, Рорy Кушнен, Герт Якобс, Мирко Бецци — звукоинженеры
- Ян Купер — мастеринг

## Чарты

### Альбом
| год  | чарт                          | наивысшая позиция |
| ---- | ----------------------------- | ----------------- |
| 2000 | German Albums Chart           | 3                 |
| 2000 | Portuguese Album Charts       | 28                |
| 2000 | Swiss Albums Charts           | 48                |
| 2000 | French Albums Charts          | 70                |
| 2000 | Oricon Japanese Albums Charts | 100               |

### Синглы
| год  | название          | чарт                 | позиция |
| ---- | ----------------- | -------------------- | ------- |
| 2000 | «Moment of Glory» | German Singles Chart | 67      |